# Wängi
Wängi é uma comuna da Suíça, no Cantão Turgóvia, com cerca de 4.027 habitantes. Estende-se por uma área de 16,35 km², de densidade populacional de 246 hab/km². Confina com as seguintes comunas: Aadorf, Bettwiesen, Bichelsee-Balterswil, Eschlikon, Lommis, Matzingen, Münchwilen, Stettfurt.
A língua oficial nesta comuna é o Alemão.

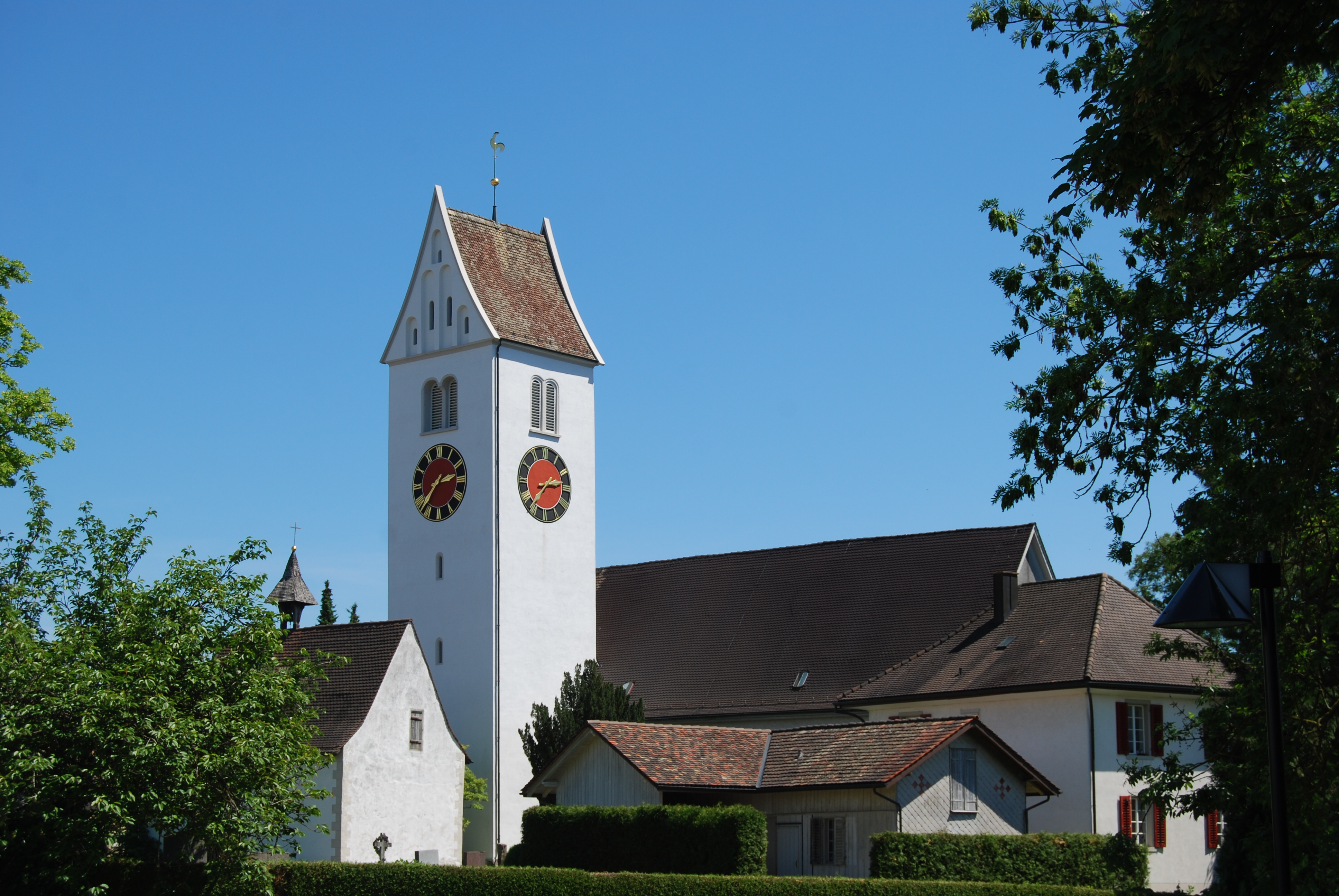
Wängi